# Diplycosia
Diplycosia é um género botânico pertencente à família Ericaceae.